# Schlacht in Galizien
Kraśnik – Komarów – Złoczów – 
Gnila Lipa – Lemberg – Grodek –
Rawa Ruska
Die sogenannte Schlacht in Galizien war eine Reihe von separat angesetzten Schlachten zwischen den aufmarschierenden Truppen des russischen Kaiserreichs und Österreich-Ungarn in der Anfangsphase des Ersten Weltkrieges an der Ostfront. Die Schlachten begannen ab 23. August 1914 und endeten trotz anfänglicher Erfolge mit einer Niederlage der österreichisch-ungarischen Truppen, die sich aus dem größten Teil des Kronlands Galizien zurückziehen mussten. Der russischen 3. Armee unter General der Infanterie Nikolai Russki gelang es, bis zum 2. September das nordöstliche Galizien samt der Hauptstadt Lemberg zu besetzen. Die russische 8. Armee unter General der Kavallerie Brussilow nahm währenddessen nördlich des Dnjestr die Städte Brody, Tarnopol und Buczacz ein und besetzte den Großteil der Bukowina.

## Vorgeschichte
Bereits vor dem Krieg hatte es deutsch-österreichische Absprachen gegeben, dass die Bündnispartner einem strategischen russischen Angriff nur durch rasche Gegenangriffe zuvorkommen könnten. Diese sollten im Norden aus Ostpreußen in Richtung Narew, im Süden aus Galizien in Richtung Russisch-Polen geführt werden und damit die Achse der gefürchteten „russischen Dampfwalze“ aushebeln, bevor diese mit ihrer gewaltigen zahlenmäßigen Überlegenheit auf Schlesien und Ungarn vorrollen konnte. Der österreich-ungarische Generalstabschef Franz Conrad von Hötzendorf hoffte, dass die deutsche Armee ihn bei der Offensive in Galizien unterstützen würde, er wurde aber enttäuscht, nur ein deutsches Landwehrkorps unter General Remus von Woyrsch konnte als erste Hilfe zur Weichsel nach Kielce entsandt werden. Die Verbindung nach Schlesien sicherten k.k. Landsturmformationen, die am westlichen Weichselufer zwischen Kielce und Sandomierz die Armeegruppe des General der Infanterie Heinrich Kummer von Falkenfeld bildeten.

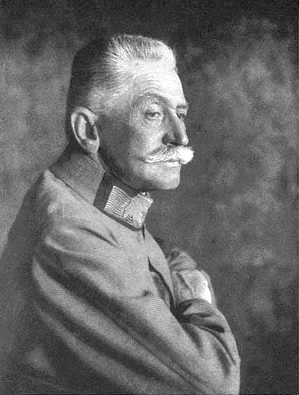
Franz Conrad von Hötzendorf

Während sich die Deutschen auf die Verteidigung Ostpreußens vorbereiteten, entschied sich Conrad, die multinationale Armee Österreich-Ungarns für ihre Offensive in Galizien mit 37 Divisionen an der 400 Kilometer breiten Front antreten zu lassen:
- Im Norden sollten die k.u.k. 1. Armee unter General Dankl zwischen San und Weichsel und rechts davon die k.u.k. 4. Armee in Richtung Brest-Litowsk angreifen und damit die strategische Eisenbahnlinie von Kiew nach Warschau abschneiden.
- In Ostgalizien sollte die Lemberg deckende k.u.k. 3. Armee unter General der Kavallerie Rudolf Brudermann gegen Brody aufklären, die südlich anschließende Armeegruppe Kövess sollte an der Linie von Lemberg, der Hauptstadt Galiziens, bis hinunter zum Dnjestr bei Halicz und den Raum um Stanislau decken. Die Bukowina sicherten schwache Landsturmformationen.

Zur gleichen Zeit konzentrierte der Befehlshaber der russischen Südwestfront, General der Artillerie Nikolai Iudowitsch Iwanow, zwei seiner Armeen (die 3. und 8. Armee) zum Angriff auf Lemberg. Insgesamt führte Iwanow 53 Infanterie- und 18 Kavalleriedivisionen zur Eroberung von Galizien aus dem Osten heran,
- für die 5. Armee bei Chełm und die 4. Armee bei Lublin plante sein Stabschef Alexejew den Angriff nach Süden,
- für die 8. Armee zwischen Stanislau und Tarnopol und die 3. Armee aus dem Raum Dubno forderte der Generalquartiermeister der STAWKA General Danilow einen Angriff Richtung Südwesten direkt auf Lemberg.

Wenn auch diese Doppeloperation seine Kräfte übersteigen musste, so war General Iwanow gut über die Operations- und Aufmarschpläne Österreich-Ungarns durch den bereits vor dem Krieg enttarnten Spion Oberst Redl orientiert und erwartete die Hauptkräfte des Gegners nahe der Stadt Lemberg. Die Geschwindigkeit des russischen Aufmarsches wurde von der österreich-ungarischen Führung völlig verkannt. Auch die Geländebedingungen begünstigten die Angreifer. Die Gebirgsflüsse aus den Karpaten Wisłoka, San und Dnjestr verliefen quer zu den Frontlinien und behinderten die Vorwärtsbewegungen des Gegners nicht.

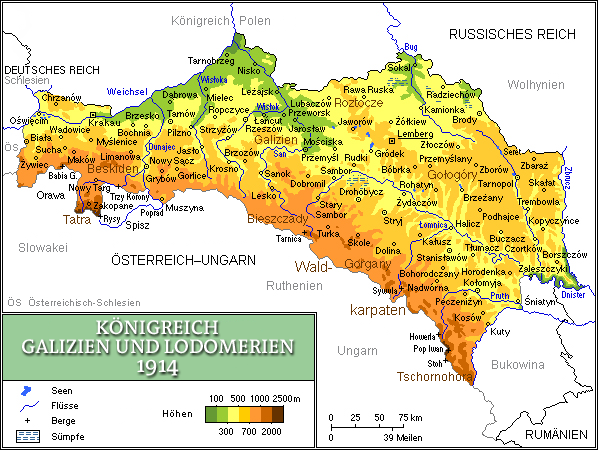
Karte des Königreichs Galizien und Lodomerien (1846–1918)

## Schlachten
Schlacht von Kraśnik 23. bis 25. August
Wie geplant ließ Conrad von Hötzendorf am 23. August die österreichisch-ungarische 1. Armee unter General der Kavallerie Viktor Dankl mit drei Korps zur Offensive nach Lublin antreten. In den Reihen der vorgehenden k.u.k. I., V. und X. Korps kämpften zumeist Slowaken und Polen. Begleitet durch einen Panzerzug sicherten sie die Eisenbahnbrücke von Dębica, rückten am San zwischen Sandomier und Rudnik über die russische Grenze vor und stießen etwa 30 Kilometer nordöstlich des San auf die Vorhut der russischen 4. Armee unter General Anton von Saltza.
Das österreichisch-ungarische Kriegspressequartier meldete dazu:  „Die Offensive unserer Truppen drängt beiderseits der Weichsel unaufhaltsam vor. Westlich des Flusses haben unsere Kräfte im Anschluss an die deutschen Verbündeten unter kleinen Kämpfen die Lysagora überschritten. Sie erreichten gestern den Abschnitt des Kamionkaflusses zwischen Kielce und Radom. Östlich der Weichsel warfen unsere siegreich vordringenden Kräfte am 23. August bei Krasnik auf dem Wege nach Lublin eine starke Gruppe zweier russischer Korps zurück ... Über tausend Russen, darunter viele Offiziere, fielen unverwundet in unsere Hände, auch wurde eine Anzahl Fahnen, Maschinengewehre und Geschütze erbeutet.“
In der dreitägigen Schlacht von Kraśnik drängte die k.u.k. 1. Armee das russische Grenadierkorps sowie das 16. und 18. Korps erfolgreich zurück, um danach den Angriff auf Lublin fortzusetzen. Dankl errang bei Krasnik einen taktischen Sieg und brachte 6000 Gefangene ein. Die auf Lublin zurückgehende russische 4. Armee wurde aber rasch verstärkt, ihr Oberbefehlshaber Baron Saltza am 26. August durch General Alexei Jermolajewitsch Ewert ersetzt.
Schlacht von Komarów 26. August bis 3. September
Im Anschluss nach Osten stieß die k.u.k. 4. Armee unter General der Infanterie Moritz von Auffenberg in Richtung auf Chełm vor. Zwischen Zamosc und Komarów traf General Auffenberg auf die russische 5. Armee unter dem Befehl von Pawel Plehwe. Das k.u.k. II. Korps (Deutsch-Österreicher), das IX. Korps (Deutschböhmen und Deutschmährer) und das XVI. Korps (Ungarn) stießen frontal auf das russische 25. und 19. Korps und drängten diese zum Bug zurück. Gemeinsam mit dem rechten Flügel der 1. Armee – dem X. Korps (General der Infanterie Hugo Meixner von Zweienstamm) konnten sie bei Krasnostaw kurzzeitig die rechte Flanke der russischen 5. Armee bedrohen. Im Zentrum führte das k.u.k. VI. Korps (Boroevic) bei Tomaszow seinen Angriff wurde aber am 27. August selbst vom russischen 19. Korps (General Gorbatowski) festgenagelt. Am rechten Flügel Auffenbergs setzte das k.u.k. XIV. Korps (Erzherzog Joseph Ferdinand) über Telatyn bereits zur entscheidenden Umfassung an. Der Versuch einer doppelten Umfassung der russischen Truppen in der Schlacht von Komarów musste dann aber infolge des Zusammenbruchs der k.u.k. 3. Armee (Brudermann) in der Schlacht östlich von Lemberg sofort abgebrochen werden. Die k.u.k. Truppen konnten 20.000 Gefangene einbringen und brachten hier den russischen Vormarsch vorerst zum Stillstand. Bis zum 5. September wurde auch die russische Nordfront wieder zur wachsenden Bedrohung, denn Iwanow hatte das 18. Korps der 9. Armee (General Platon Letschizki) aus der nördlicheren Weichselfront im Raum Iwangorod herangeführt, um den österreichisch-ungarischen Vormarsch auf Lublin abzuriegeln.
Schlacht an der Gnila Lipa 29. bis 30. August
Während die österreich-ungarischen Truppen im Norden Erfolge errangen, kam es zur gleichen Zeit bei der k.u.k. 3. Armee (General der Kavallerie Rudolf Brudermann) zur Krise. Die 3. Armee war am 26. und 27. August in der Schlacht bei Zloczow und Przemyslany geschlagen worden und durch russische Vorhuten zurückgeworfen worden. Die nochmals nach Osten vorgehenden Korps wurden von der russischen 3. Armee unter Nikolai Russki am 28. und 29. August in den Kämpfen an der Gnila Lipa wieder schwer geschlagen. Die Hauptstadt Galiziens, Lemberg, war dadurch unmittelbar bedroht. Am Südflügel der österreichischen Front war die Armeegruppe des Generals der Infanterie Kövess von der russischen 8. Armee unter General der Kavallerie Alexei Brussilow, welche mit starken Kräften am nördlichen Dnjestr-Ufer vorging, ebenfalls geworfen. Das k.u.k. XII. Korps konnte der russischen Übermacht zwischen Meryszczow – Podkamien – Rohatyn nicht standhalten. Brussilow verlor wegen der schlechten Straßen noch zwei Tage und das Eintreffen des k.u.k. VII. Korps aus dem serbischen Kampfraum verhinderte hier den Zusammenbruch.
Schlacht von Rawa Ruska 6. bis 11. September
Nachdem sich die 3. Armee und auch die Armeegruppe des Generals Kövess auf dem Rückzug befand, musste Conrad von Hötzendorf die Offensive der 4. Armee bei Tomaszow abbrechen und gruppierte deren linken Flügel und Zentrum in einer Drehbewegung nach Süden um. Nur die k.u.k. Armeegruppe des Erzherzog Joseph Ferdinand verblieb mit dem II. und XIV. Korps im Raum nördlich Rawa Ruska als Deckung nach Norden an ihrer bisherigen Stelle. Die südlicher stehende 3. Armee (General Svetozar Boroević von Bojna) versuchte derweil mit dem k.u.k. XI., III. und XII. Korps in einer verzweifelten Gegenoffensive an der Wereszyca (ein nördlicher Nebenfluss des Dnister) das verlorene Lemberg zurückzuerobern. Während die Österreicher noch das VI., IX., und XVII. der 4. Armee nach Süden umgruppierten, brach die russische 3. Armee (General Russki) am 8. September durch die Front des k.u.k. XVII. Korps (General Karl Křitek) bei Rawa-Ruska durch und isolierte die nördlicher stehende Armeegruppe des Erzherzog Joseph Ferdinand in der Schlacht von Rawa fast vollständig. Zu spät versuchte die jetzt vollständig aus Serbien eintreffende österreichische 2. Armee (General Eduard von Böhm-Ermolli) südlich der Gródeker Teiche mit dem IV. und VII. Korps die Lage wiederherzustellen. Nichts konnte verhindern, dass die gesamte österreichische Front in Galizien zusammenbrach und die Russen die Verfolgung zum San einleiteten.

## Folgen
Als sich die österreichischen Truppen fast fluchtartig zurückzogen, ergaben sich viele ihrer slawischen Soldaten kampflos und boten sogar an für die Russen zu kämpfen. Insgesamt wurden bis zum 11. September 130.000 Gefangene von den Russen eingebracht, die österreichischen Gesamtverluste in der Schlacht um Galizien stiegen auf 324.000 Mann. Die Russen ihrerseits erlitten 225.000 Mann an Verlusten, dazu kamen noch 40.000 Gefangene. Sie konnten die Front rund 160 km bis zum San vorschieben, dabei wurde am 16. September erstmals auch die österreichische Festung Przemyśl eingeschlossen (Belagerung von Przemyśl). Um diesen Vormarsch der russischen Truppen zu behindern, griff das k.u.k Militär zur Strategie der verbrannten Erde, vernichtete auf ihrem Rückzug systematisch ganze Dörfer und vertrieb deren Bevölkerung, was eine enorme Flüchtlingswelle zur Folge hatte.
Die Schlacht schädigte die österreichisch-ungarische Armee stark, zerstörte einen großen Teil des Offizierskorps und nahm Österreich wichtige Gebiete ab. Die k.u.k. Armee an der Ostfront konnte sich von ihrer Niederlage nicht mehr erholen: Sie hatte ein Drittel ihres Offizierskorps und einige ihrer besten Verbände verloren. Auch wenn die Russen von den Deutschen in der Schlacht bei Tannenberg geschlagen worden waren, so verminderte ihr Sieg in der Schlacht von Galizien doch deutlich deren Auswirkungen. Für die russische Moral und die öffentliche Meinung war der Sieg angesichts der vorherigen Niederlagen in Ostpreußen von großer Bedeutung. Die Eroberung Galiziens feierte man außerdem als den Abschluss der Sammlung der russischen Erde. Auch Czernowitz und die Ölfelder bei Drohobycz waren verloren, die Russen beherrschten jetzt den Großteil Galiziens bis zum San und die nördliche Bukowina bis zum Dnjestr. Zur Rückeroberung der verlorenen Gebiete durch die Mittelmächte kam es erst nach der Winterschlacht in den Karpaten knapp neun Monate später im Sommer 1915.

## Beteiligte Truppen

### Russische Truppen

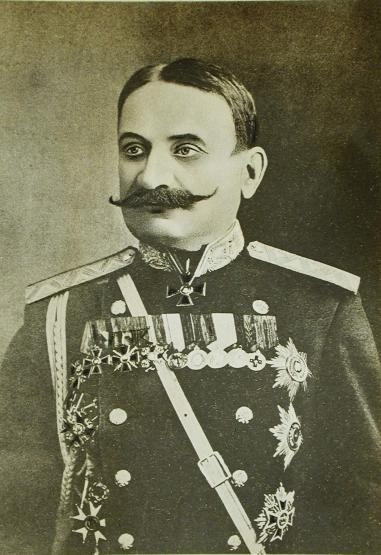
Pawel Plehwe, 5. russische Armee
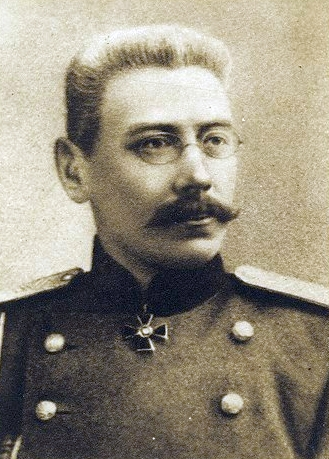
Nikolai Russki, 3. russische Armee
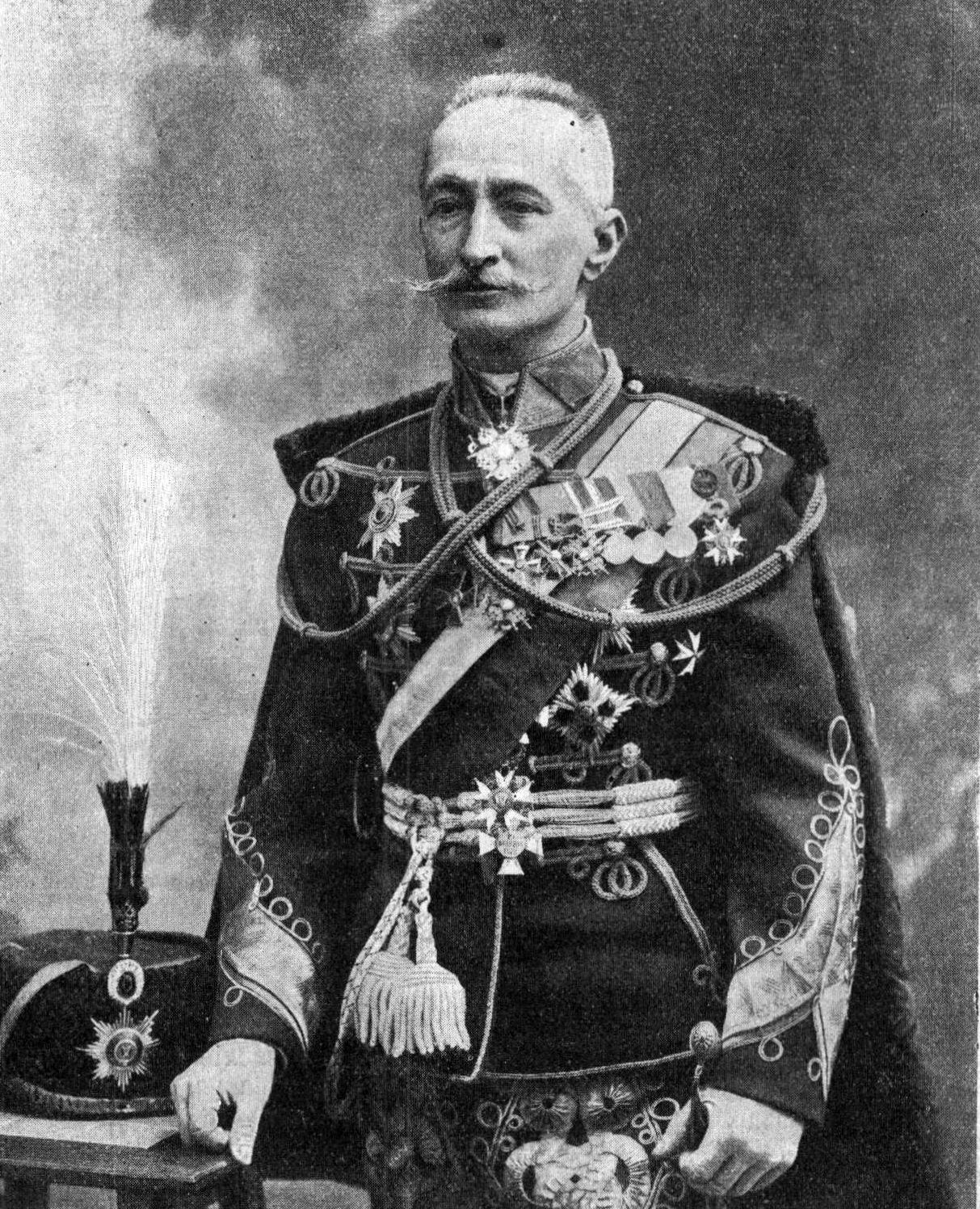
Alexei Brussilow, 8. russische Armee

Oberbefehlshaber: General der Artillerie Nikolai Iudowitsch Iwanow, Stabschef: Michail Alexejew
4. Armee
Befehlshaber: General der Inf. Anton Jegorowitsch von Saltza, ab 26. August Alexei Ewert
- XVIII. Korps (General der Kav. Nikolai Fjodorowitsch Krusenstern) mit der 23. und 37. Division
- Grenadierkorps (General der Inf. Josif Iwanowitsch Mrozowski) – 1. und 2. Grenadier-Division
- XIV. Korps (Gen. der Inf. Hippolyt Paulinowitsch Woyshin-Murdas-Schilinski) – 18. und 45. Division, 80. Reserve-Division
- XVI. Korps (Gen. der Inf. Platon Alexandrowitsch Geisman) – 41. und 47. Division
- 5. Kavallerie-Division, 1. und 4. Don-Kosaken-Division

5. Armee
Befehlshaber: General der Inf. Pawel Adamowitsch Plehwe
- V. Korps (Gen. der Kav. Alexander Iwanowitsch Litwinow) – 7. und 10. Division
- XVII. Korps (Gen. der Inf. Pjotr Petrowitsch Jakowlew) – 3. und 35. Division, 61. Reserve-Division
- XIX. Korps (Gen. der Inf. Wladimir Nikolajewitsch Gorbatowski) – 17. und 38. Division, 69. Reserve-Division
- XXV. Korps (Gen. der Inf. Dmitri Petrowitsch Sujew) – 3. Grenadier-Division, 46. Division, 70. Reserve-Division
- 7. und 8. Kavallerie-Division

3. Armee
Befehlshaber: General der Inf. Nikolai Wladimirowitsch Russki, ab 16. September Radko Dimitriew
- IX. Korps (General der Inf. Dmitri Grigorjewitsch Tscherbatschew) – 5. und 42. Division
- X. Korps (Gen. der Kav. Thadeus von Sievers) – 9. und 31. Division, 60. Reserve-Division
- XI. Korps (General der Kav. Wladimir Wiktorowitsch Sacharow) – 11. und 32. Division
- XXI. Korps (General der Inf. Jakow Fjodorowitsch Schkinski) – 33. und 44. Division
- 9. und 10. Kavallerie-Division

8. Armee
Befehlshaber: General der Kavallerie Alexei Alexejewitsch Brussilow
- VII. Korps (Gen. der Inf. Jedward Wilgelmowitsch Eck) – 13. und 34. Division
- VIII. Korps (Gen. der Inf. Radko Dimitriew, später General Wladimir Michailowitsch Dragomirow) – 14. und 15. Division
- XII. Korps (Gen. der Inf. Leonid Wilgelmowitsch Lesch) – 12. und 19. Division
- XXIV. Korps (Gen. der Kav. Afanassi Andrejewitsch Zurikow) – 48. und 49. Division
- 12. Kavallerie-Division, 1. und 2. Kuban-Kavallerie-Division, 2. Don-Kosaken-Division

### Österreichisch-ungarische Truppen

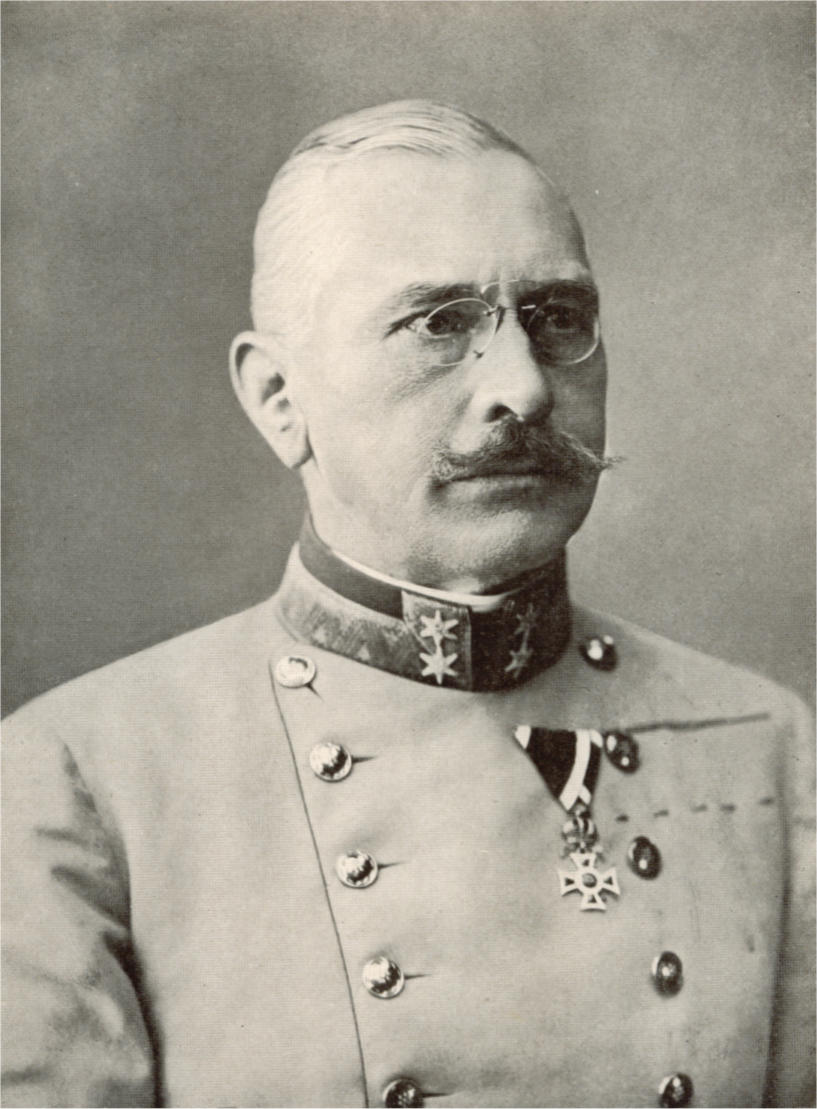
General Viktor Dankl
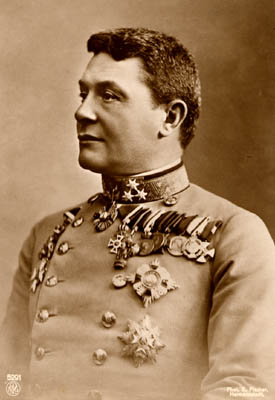
General Hermann Kövess von Kövesshaza
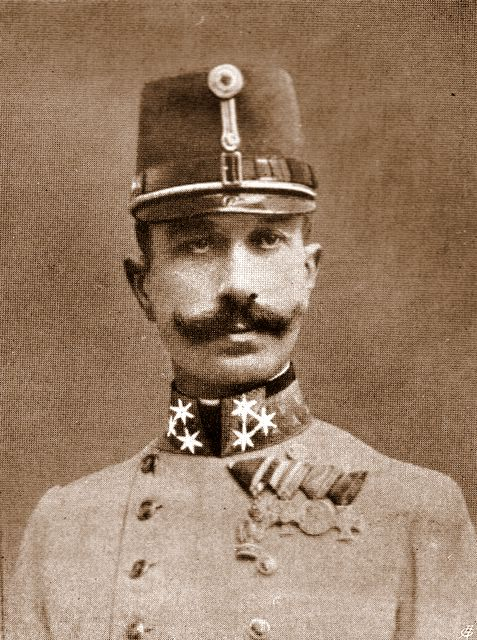
General Eduard von Böhm-Ermolli

Armeegruppe KummerBefehlshaber: General der Kavallerie Heinrich Kummer von Falkenfeld
- 7. Kavallerie-Division (FML. Ignaz Edler von Korda)
- 95. und 106. Landsturm-Division (GMj. Karl Czapp)

1. ArmeeBefehlshaber: General der Kavallerie Viktor Dankl
- I. Korps (Krakau, Kdr.Gen: Karl von Kirchbach) – 5. Infanterie-Division und 46. Landwehr-Infanterie-Division
- V. Korps (Bratislava, Kdr.Gen: Paul Puhallo von Brlog) – 14., 33. und 37. Infanterie-Division
- X. Korps (Przemysl, Kdr.Gen: Hugo Meixner von Zweienstamm) – 2., 24. Infanterie-Division und 45. Landwehr-Infanterie-Division
- 12. Infanterie-Division (FML. Paul Kestranek)
- Polnische Legion: FML. Karol Durski-Trzaska
- 3. Kavallerie-Division (FML. Adolf Ritter von Brudermann)
- 9. Kavallerie-Division (FML. Leopold Freiherr von Hauer)

4. ArmeeBefehlshaber: General der Infanterie Moritz von Auffenberg
- II. Korps (Wien, Kdr.Gen: Blasius von Schemua) – 4., 25. Infanterie-Division und 13. Landwehr-Infanterie-Division
- VI. Korps (Kaschau, Kdr.Gen: Svetozar Boroević von Bojna) – 15., 27. und 39. Infanterie-Division
- IX. Korps (Leitmeritz, Kdr.Gen: Lothar von Hortstein) – 10. Infanterie-Division und 26. Landwehr-Infanterie-Division
- XVII. Korps (Kdr.Gen: Karl Graf Huyn, ab 2. Sept. FML Karl Kritek) – 19. Infanterie-Division
- 6. Kavallerie-Division (FML. Oskar Wittmann)
- 10. Kavallerie-Division (FML. Viktor Mayr, später Gmj. Gustav Loserth)

3. ArmeeBefehlshaber: General der Kavallerie Rudolf von Brudermann
- XI. Korps (Lemberg, Kdr.Gen: Desiderius Kolossváry de Kolosvár) – 23. und 30. Infanterie-Division
- XIV. Korps (Innsbruck, Kdr.Gen: Erzherzog Joseph Ferdinand) – 3., 8. Infanterie-Division und 44. Landwehr-Infanterie-Division
- 41. Honved-Infanterie-Division (FML. Johann Nikic)
- 2. Kavallerie-Division (FML. Emil Ritter von Ziegler)
- 4. Kavallerie-Division (GMj. Edmund Ritter von Zaremba)
- 11. Honved-Kavallerie-Division (GMj. Julius von Nagy)

Armeegruppe Kövess (später AOK 2)Befehlshaber: General der Infanterie Hermann Kövess von Kövesshaza
- III. Korps (Graz, Kdr.Gen: Emil Colerus von Geldern) – 6., 28. Infanterie-Division und 22. Landwehr-Infanterie-Division, mit 22. August 1914 wurde das III. Korps der 3. Armee unterstellt.[3]
- XII. Korps (Hermannstadt, Kdr.Gen: Hermann Kövess) – 16., 35. und 38. Infanterie-Division
- 43. Landwehr-Schützen-Division (FML. Albert Schmidt von Georgenegg)
- 11. Infanterie-Division (FML. Alois Pokorny)
- 20. Honved-Infanterie-Division (FML. Friedrich von Csanády)
- 1. Kavallerie-Division (GMj. Artur Peteani von Steinberg)
- 5. Kavallerie-Division (FML. Ernst von Froreich)
- 8. Kavallerie-Division (FML. Georg Edler von Lehmann)